# Mónica Oltra Jarque
Mónica Oltra Jarque   (Neuss, 20 de desembre de 1969) és una política valenciana. Entre 2015 i 2022 va ser la vicepresidenta de la Generalitat Valenciana, la portaveu del Consell i la Consellera d'Igualtat i Polítiques Inclusives. També va ser diputada per València a les Corts Valencianes des de 2007 i coportaveu de Compromís. Va deixar els seus càrrecs institucionals i el seu escó en 2022 en ser imputada per un suposat cas de negligències de la seva conselleria en una causa finalment arxivada en 2024 en no trobar-se indicis de delicte.

## Biografia
Va nàixer a la ciutat alemanya de Neuss, filla d'emigrants valencians a Alemanya. Son pare, Juan Oltra, era metal·lúrgic i sa mare, Angelita Jarque, era treballadora en una fàbrica. El seu nom de naixement va ser Mónica Jarque Tortajada, amb els dos cognoms materns, ja que el seu pare estava separat d'una relació anterior, i la xicoteta Mónica no va poder adoptar el cognom patern fins als onze anys, quan el 1981 s'aprova la Llei del divorci a l'Estat Espanyol.
La seua família, de tradició obrera i d'esquerres, junt amb l'ambient de l'emigració valenciana a Alemanya fortament marcat per la influència del Partit Comunista (PCE), van ser la gran influència per a la seua formació política. De la seua estada a Alemanya, afirma recordar amb gran nitidesa l'entrada de Die Grünen (Els Verds) al Parlament alemany, fet que va ocórrer a les Eleccions Federals de 1983.
Mónica Oltra es va traslladar a València amb la seua família el nadal de 1984, quan tenia 15 anys, i eixe mateix any es va afiliar a les Joventuts Comunistes del PCPV. Va llicenciar-se en Dret per la Universitat de València, i posteriorment va exercir com a advocada.

### Trajectòria política
Mónica Oltra s'afilia al Partit Comunista del País Valencià als quinze anys, i va estar afiliada a Esquerra Unida del País Valencià des del mateix moment de la fundació. Va arribar a formar part del Consell Polític d'EUPV i de la comissió permanent on es va fer càrrec de l'àrea de Drets i Llibertats. Des de 1996 fins a 1998 va ser la presidenta de Joves d'Esquerra Unida del País Valencià i va formar part a més de la Comissió Permanent del Consell de la Joventut i del Consell Rector de l'Institut Valencià de la Joventut, del Consell Assessor de Drogodependències i del Consell d'Adopció de Menors. A més, va ser una destacada representant d'Esquerra i País (EiP), un corrent intern d'EUPV amb una ideologia valencianista.
A les Eleccions a les Corts Valencianes de 2003, Mónica Oltra, que aleshores treballava com a advocada en Esquerra Unida, va ser l'encarregada de demanar un recompte a algunes meses de la Circumscripció Electoral de València per a veure si hi havia hagut errades a l'hora de comptar els vots que perjudicaren la seua formació. Després del recompte, el socialista Ramón Vilar va perdre el seu escó i Dolors Pérez va ser investida diputada per L'Entesa.
Quatre anys després, a les eleccions a les Corts Valencianes del 2007, va anar en tercera posició de les llistes de la Coalició Compromís pel País Valencià (formada per EUPV, BLOC, IR, i diferents formacions ecologistes) a la circumscripció electoral de València, resultant-hi elegida.

#### La crisi d'Esquerra Unida
Mónica Oltra, militant d'Esquerra i País (EiP), va liderar el seu corrent cap als postulats defensats per una part de la coalició (BLOC i Els Verds-Esquerra Ecologista del País Valencià), enfront del sector del partit més proper al Partit Comunista del País Valencià i liderat per la coordinadora general i candidata la presidència de la Generalitat per la coalició Glòria Marcos. La concepció estratègica i tàctica diferent, així com les difícils relacions entre els dos sectors, acabaren en la defenestració de Marcos com a síndic del Grup Parlamentari de Compromís pel País Valencià i el nomenament d'Oltra com a nova portaveu del grup. La reacció d'EUPV va ser l'expulsió de les diputades Oltra i Mollà i l'abandó del grup parlamentari dels tres diputats fidels als postulats oficials d'EUPV (la mateixa Glòria Marcos, Lluís Torró i Marina Albiol) per a formar part del Grup Mixt. Aquest fet va portar a Esquerra Unida del País Valencià a una profunda crisi interna i a quedar-se sense els ingressos del grup parlamentari.
El desencadenant de la crisi interna va ser el rebuig de quatre dels set diputats del grup parlamentari a la proposta de la direcció d'EUPV de designar a Amadeu Sanchis (qui havia estat el cap de llista d'EUPV a València a les eleccions municipals i havia quedat fora del consistori municipal) com a representant en el Consell d'Administració de Radiotelevisió Valenciana. Aquesta elecció correspondria a EUPV, segons els pactes previs entre EUPV i el BLOC. Al·legant que al programa electoral de Compromís pel País Valencià es deia que els consellers de RTVV no podien tindre perfil partidista, des de la majoria del grup parlamentari, liderats per Oltra, es va proposar per al càrrec el sociòleg Rafa Xambó. Finalment Amadeu Sanchis va ocupar el càrrec de conseller de Radiotelevisió Valenciana, i la mateixa Mónica Oltra va arribar a afirmar que Glòria Marcos prenia les decisions sense tindre en compte els diputats de l'organització.
El secretari d'organització d'Esquerra Unida del País Valencià, Ricardo Sixto, va acusar Oltra i Mollà de traïció i transfuguisme, i el 15 de setembre, el Consell Nacional d'EUPV va decidir expulsar-les de la formació amb el 95% de vots a favor. En la votació no van participar els membres del corrent intern Projecte Obert, i des de la direcció federal d'Izquierda Unida es va veure amb mals ulls l'expulsió de les diputades.
Des d'Esquerra i País s'havia anunciat el congrés constituent d'un nou partit, Iniciativa del Poble Valencià, que es crearia el 20 d'octubre de 2007, si bé IdPV no s'escindiria definitivament d'EUPV fins al gener del 2008, després d'una nova desavinença entre la direcció i els crítics a l'hora de realitzar les llistes per a les Eleccions Generals espanyoles del 2008.

#### Iniciativa del Poble Valencià

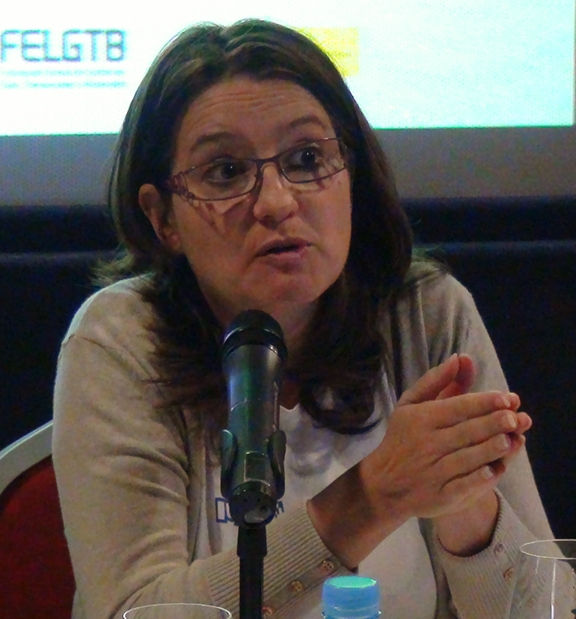
Mónica Oltra a la III Trobada de famílies homoparentals organitzada per la FELGTB.

Al congrés constituent d'Iniciativa del Poble Valencià es va elegir Mónica Oltra per al màxim càrrec del partit, el de portaveu. Mónica Oltra ha estat coportaveu d'Iniciativa, juntament amb Paco García, i ambdós van ser reelegits per al càrrec en congressos posteriors.
Com a síndica del Grup Parlamentari Compromís, Mónica Oltra va gaudir de gran visibilitat pública, especialment pels seus enfrontaments amb diputats del Partit Popular.
Arran de l'esclat del cas Gürtel, iniciat el febrer de 2009, Oltra va adquirir gran protagonisme per les seues intervencions i aparicions a la cambra valenciana, sent fins i tot expulsada per la presidència de les Corts Valencianes per vestir una samarreta negra amb una fotografia serigrafiada amb el retrat de Francesc Camps, al costat de la inscripció Wanted. Only alive (Es busca. Només viu) per evidenciar les absències reiterades del president de la Generalitat Valenciana a les Corts.
El febrer de 2010, va protagonitzar a la cambra un nou enfrontament amb els polítics del PP quan li va preguntar al vicepresident, Juan Cotino, si no sentia vergonya en veure empreses familiars implicades en el cas Gürtel. Cotino va respondre amb un exabrupte («Tindria vergonya, si fora pare, de tindre una filla com esta, però com possiblement no el coneix...»), fent referència al fet que Mónica no va poder portar el cognom de son pare fins al 1981, malgrat que aquest el reconeguera com a filla seua en tot moment. El nom de naixença de Mónica Oltra, amb els dos cognoms materns, apareixia a l'expedient d'adopció dels seus dos fills, informació a la qual Juan Cotino va tindre accés perquè era responsable de la Conselleria de Benestar Social, des d'on es va tramitar l'adopció. Tanmateix, Cotino demanaria disculpes a Mónica Oltra posteriorment, disculpes que serien acceptades per l'afectada. L'animadversió amb Juan Cotino és tal que este, president de les Corts Valencianes des de 2011, abandona la cambra quan Oltra ix a parlar, substituint-lo Alejandro Font de Mora.
D'altra banda, en una enquesta de Sigma Dos per a El Mundo de l'any 2009, Mónica Oltra va obtindre un 4,54 en valoració, sent la política valenciana més ben valorada únicament per darrere de l'expresident Francisco Camps, valorat amb 4,80, i va ser un dels 100 protagonistes de l'any 2009 per a El País.
Mónica Oltra ocupà la sindicatura del grup parlamentari Compromís pel País Valencià entre el juliol del 2007 fins al gener de 2010, quan cedeix el lloc al secretari general del BLOC i diputat Enric Morera.

#### Compromís

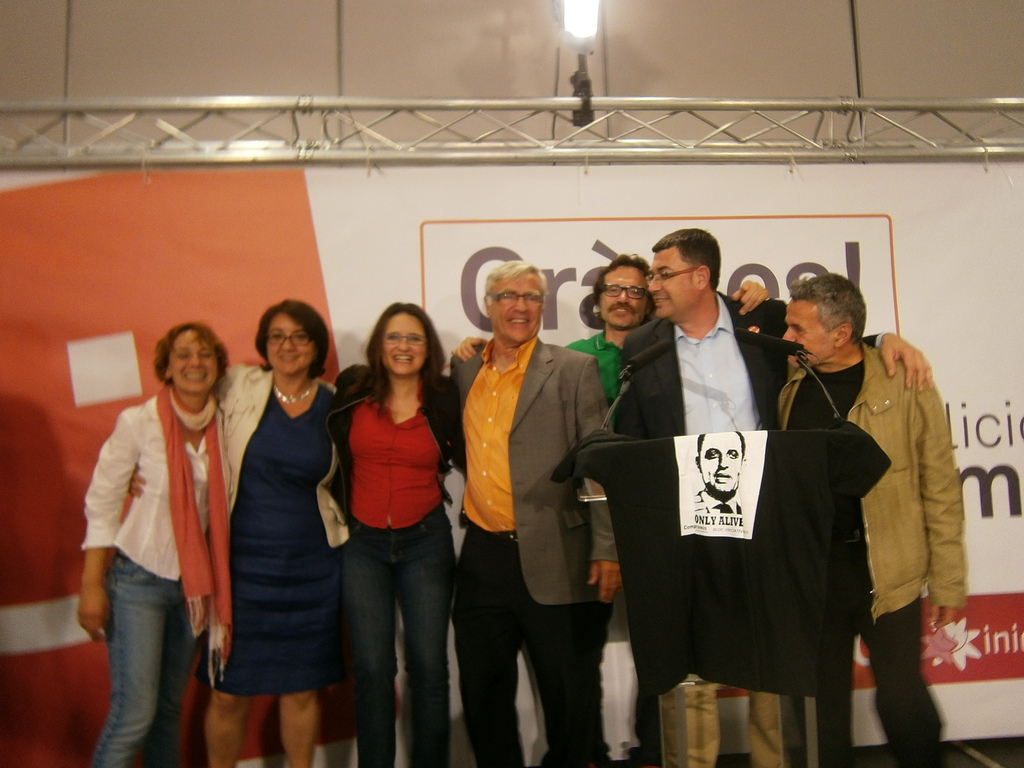
Equip de la Coalició Compromís celebrant els resultats a les eleccions a les Corts de 2011.

El gener de 2010 des del Bloc Nacionalista Valencià, Iniciativa del Poble Valencià i Els Verds - Esquerra Ecologista s'anuncià la creació d'una coalició per a participar conjuntament a les Eleccions a les Corts Valencianes de 2011 que s'anomenaria igual que el grup parlamentari que compartien BLOC i Iniciativa: Coalició Compromís.
La coalició va obtenir 175.087 vots, 6 diputats i el 7% de les paperetes a tot el País Valencià, i es va convertir en la tercera força de les Corts Valencianes. Mónica Oltra, que ocupà la segona posició de la llista a la circumscripció electoral de València, va tornar a ser elegida diputada.
Davant l'èxit de la Coalició Compromís, que a més de 6 diputats a les Corts Valencianes, també va aconseguir un diputat al Congrés dels Diputats, Oltra va mostrar-se públicament a favor d'enfortir les relacions entre els partits que la formen, i va afirmar el gener de 2012 davant de la taula nacional d'Iniciativa del Poble Valencià que Compromís havia «de superar la fase de coalició».
Este enfortiment es va plasmar en els mesos posteriors. En el tercer congrés d'Iniciativa del Poble Valencià, el març d'aquell mateix any, es va ratificar dotar Compromís d'una estructura interna. En eixe mateix congrés va ser reelegida com a coportaveu d'Iniciativa per tercera volta. El 18 de juliol de 2012, es va fer pública la primera executiva nacional de Compromís, on Oltra és, juntament amb Enric Morera, una de les dues portaveus de la coalició.
L'octubre de 2012 es va fer públic una enquesta electoral del diari El País que col·locava Mónica Oltra com la política valenciana millor valorada amb un 6,1 sobre 10, amb un grau del coneixement del 39%.

#### Vicepresidenta de la Generalitat Valenciana
Després que el Partit Popular de la Comunitat Valenciana perdera la majoria absoluta a les eleccions a les Corts Valencianes de 2015, el govern de la novena legislatura del País Valencià l'integraren PSPV-PSOE, Compromís i Podem a partir de l'Acord del Botànic signat l'11 de juny de 2015 al Jardí Botànic de València pels caps de llista de les tres formacions signatàries, Ximo Puig, Mónica Oltra i Antonio Montiel. L'endemà Oltra va fer públic que Compromís votaria Ximo Puig al plenari per triar al president de la Generalitat després de defensar durant el procés de negociació la seua candidatura a la presidència. Ella ocuparia la vicepresidència, a més de ser portaveu del Consell de la Generalitat i Consellera d'Igualtat i Polítiques Inclusives. El 2017 l'Acord del Botànic va ser ampliat amb 201 mesures i dos anys més tard es reedità després d'una nova victòria a les eleccions a les Corts Valencianes de 2019.
La gestió d'Oltra a la Generalitat va estar marcada per l'aprovació de diverses lleis que han estat referència a nivell estatal com la Llei valenciana de Serveis Socials que dona als serveis socials la consideració de serveis essencials i d'interés general posant-los al mateix nivell que l'educació i la sanitat, tenint la garantia de destinació pressupostària; la Llei de la infància i la adolescència que propugna per un canvi en el model de gestió dels centres de menors i l'aposta per les famílies acollidores; o la Llei Trans que recull, entre altres coses, el dret d'autodeterminació de gènere de les persones que el manifestin sense necessitat de prova psicològica o mèdica, i també planteja la possibilitat de concedir la documentació directament des de l'autonomia per a evitar l'exclusió laboral, discriminació o el sofriment en l'exposició pública. A més a més el 2018 va impulsar la Renda Valenciana d'Inclusió, abans de la implantació de l'Ingrés Mínim Vital espanyol, dues ajudes que compatibles i que ha permès a 75.000 famílies valencianes millorar les seues prestacions econòmiques.
En 21 de juny de 2022 va dimitir com a vicepresidenta de la Generalitat Valenciana i consellera d'Igualtat i Polítiques Inclusives arran de l'encausament judicial per la gestió d'uns abusos produïts en un centre de menors tutelats i la pressió mediàtica que la mateixa Oltra va denunciar. La investigació en que estava implicada havia sigut impulsada per l'advocat i lider ultradretà José Luis Roberto i la periodista i cofundadora de Vox Cristina Seguí. L'auto judicial no encausava Oltra en cap delicte sinó que la citava a declara com a part del procés de diligències prèvies a la acusació. Oltra va acusar de patir lawfare i es va mostrar molt crítica amb els seus companys de govern del PSPV i en particular amb el president Puig. La causa fou finalment arxivada en 2024 en no trobar-se indicis de delicte.
Els abusos sexuals produïts en el centre de menors foren realitzats per Luis Eduardo Ramírez, exmarit de Mónica Oltra, pel que va resultar condemnat a cinc anys de presó.

##### Samarretes

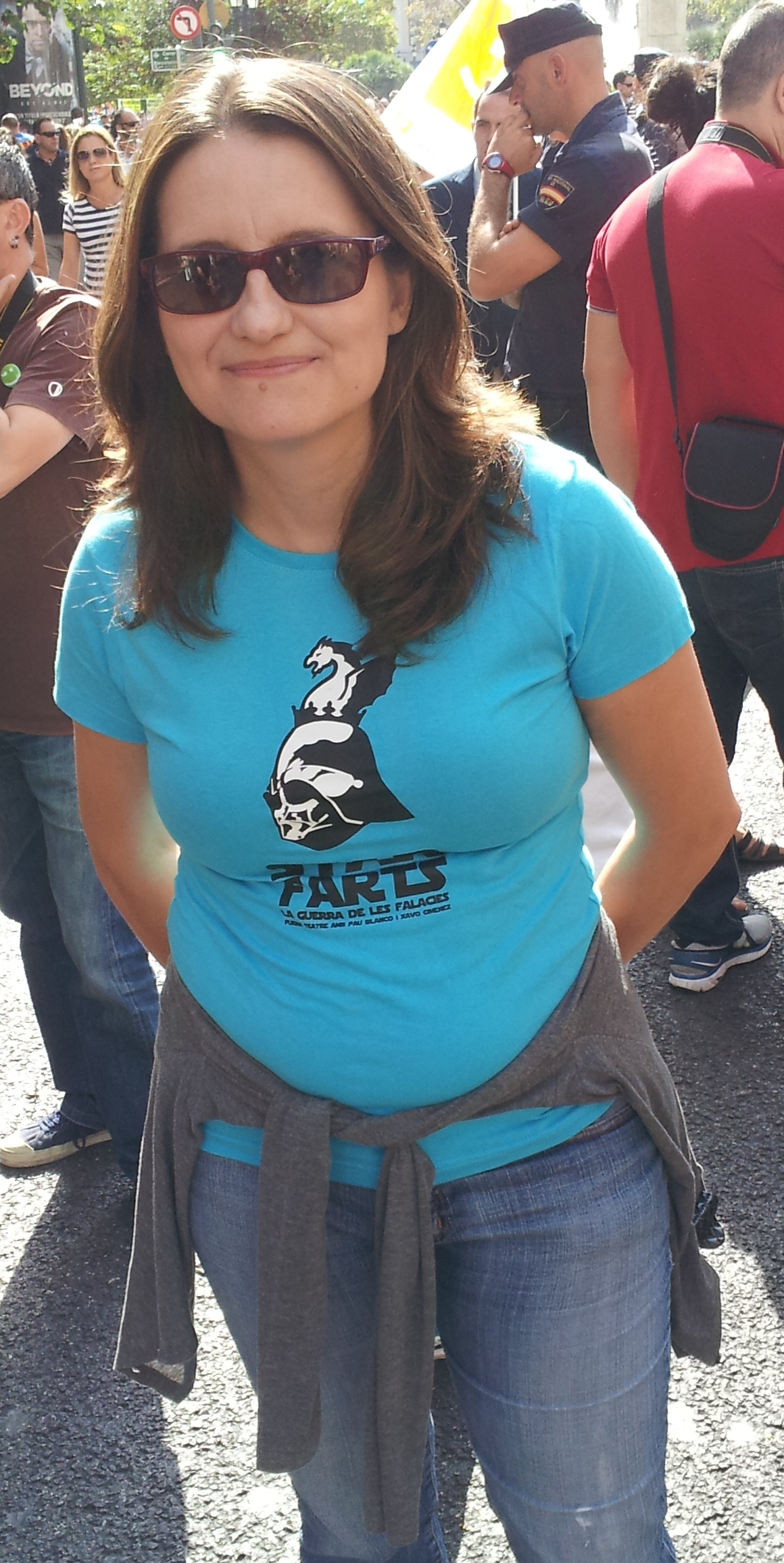
Mónica Oltra amb una samarreta paròdica durant la processó cívica del Dia Nacional del País Valencià de 2013.

Durant la primera legislatura com a diputada, Mónica Oltra va guanyar-se certa fama com a diputada combativa amb el govern de Francesc Camps per l'ús de samarretes amb textos o imatges reivindicatives serigrafiades. Així, en maig de 2009, i amb el president de la Generalitat, Francesc Camps, esguitat per casos de presumpta corrupció, Mónica Oltra va accedir a l'hemicicle amb una samarreta on es podia veure la cara del president amb una inscripció on es podia llegir «Wanted, Only Alive» (Es Busca, Només Viu). Aquell fet va provocar que la presidenta de les Corts Valencianes, Milagrosa Martínez, expulsara la síndica de Compromís, qui va negar-se a traure's la samarreta.
Posteriorment també va vestir amb samarretes on es demanava transparència al govern de la Generalitat, o on es demanaven responsabilitats per l'accident de metro de València de 2006, Tot i que la samarreta que major repercussió va tindre va ser la que va lluir al debat electoral a Canal 9 durant la campanya de les Eleccions a les Corts Valencianes de 2011, on es podia llegir «Canal 9 Manipula», com a denúncia pel tracte rebut pels serveis informatius de la cadena.
Ja durant la huitena legislatura de les Corts Valencianes, Oltra va ser expulsada pel president de les Corts, Juan Cotino, per portar una samarreta amb el lema «No ens falten diners, ens sobren xoriços», fet que provocà que l'oposició en bloc abandonara l'hemicicle com a mesura de protesta.
Arran de l'incident, es va prohibir l'ús de missatges a samarretes i l'exhibició de pancartes o gràfics a les Corts Valencianes. Tanmateix, Oltra va esquivar la prohibició pocs dies després, entrant a l'hemicicle amb una samarreta que duia imprés un codi QR. El codi ocultava una denúncia contra la brutalitat policíaca durant la Primavera Valenciana. Dos mesos després, Oltra va acudir a la sessió sobre el saqueig d'Emarsa amb una samarreta on es podia llegir el nom la marca Mango. Donat que «mango», en argot i en castellà vol dir furtar, l'ús d'eixa samarreta va ser interpretat com una burla cap als responsables de la presumpta trama corrupta del Cas Emarsa, on hi ha diputats populars implicats.

### Altres dades polítiques
En el pla personal Mónica Oltra forma part activa de diverses associacions i organitzacions. És fallera, aficionada al València CF i parla quatre idiomes. El seu pare, valencianoparlant, li parlava en castellà de menuda. Tanmateix, ella parla en valencià als seus fills.
Mónica Oltra ha col·laborat amb diferents organitzacions ideològicament a Compromís en diverses ocasions. Per exemple, va participar en la trobada del 4 de juny de 2011 en la que més de 30 organitzacions ecologistes i progressistes van presentar el projecte Equo a la societat, En l'assemblea constituent d'Equo, celebrada els dies 8 i 9 d'octubre de 2011 en Rivas-Vaciamadrid, Mónica Oltra va ser elegida per ocupar un dels dotze llocs de la Comissió Gestora, que abandonaria en el primer congrés de l'organització en juliol de 2012, quan la Gestora fora substituïda per la Comissió Federal. Preguntada per la relació entre el seu partit, Iniciativa del Poble Valencià, i la força ecologista d'àmbit estatal Equo, Oltra va declarar a El Temps l'abril de 2012 que Equo era un projecte "en construcció", i es mostrà a favor que Equo s'associara a diversos projectes autònoms allà on corresponguera, com el cas valencià amb Compromís.
Així mateix, Mónica Oltra també ha col·laborat i participat en el procés constituent de la coalició Més per Mallorca, força agermanada amb Compromís.
Oltra compagina la seua tasca com a política en Iniciativa del Poble Valencià i Compromís amb la d'avocada, treballant, entre d'altres, per al Col·lectiu Lambda. En 2011 Lambda li va atorgar el Premi Margarida Borràs en reconeixement de la seua defensa del col·lectiu LGBT

#### Caminaràs entre elefants
El 13 de març de 2013, Columna Edicions va publicar Caminaràs entre elefants, un llibre realitzat per Ferran Torrent que, amb un estil a cavall entre el periodístic i el narratiu, realitza un retrat personal de la diputada de Compromís. El llibre va ser realitzat a partir de trobades i entrevistes esporàdiques realitzades entre Oltra i Torrent en 2012, i compta amb un epíleg del també portaveu de Compromís, Enric Morera.

#### Assetjament
La nit del 18 d'octubre de 2017 simpatitzants del partit d'ultradreta España 2000 encapçalats pel líder de la filial de la Comunitat Valenciana del partit, José Luis Roberto, es van presentar a la casa de Mónica Oltra per fer-li un escarni. Es personaren a les 22:00 amb una bandera d'Espanya amb tipografia «que la pancarta que acompanyava el líder falangista José Antonio Primo de Rivera en una marxa espanyolista en 1934», anaren emmascarats, posaren coples en volum alt i retransmeteren el que feien en directe per Facebook. Entre els qui participaren hi havia Roberto, propietari de l'empresa de seguretat privada Levantina. Fugiren abans que arribara la Guàrdia Civil.
Ximo Puig, l'aleshores president de la Generalitat Valenciana, va instar a l'endemà els advocats de la Generalitat que denunciaren l'assetjament viscut per Oltra i la violència ocorreguda a la Diada Nacional del País Valencià.
La Fiscalia Provincial de València inicià una investigació trobant la possibilitat de considerar-se amenaces l'actuació dels simpatitzants d'España 2000 a causa de la denúncia presentada presentada per l'Advocacia de la Generalitat Valenciana per sol·licitud de Ximo Puig. Un Jutjat ordenà a la Guàrdia Civil que identificara els participants en l'assetjament.

#### Polèmica amb els exiliats del Procés
El febrer de 2019 en unes declaracions a ElDiario.es Mónica Oltra criticava al president de la Generalitat en l'exili Carles Puigdemont acusant-lo d'anar «pel món fotent-se bons menjarots i penjant-ho a Twitter». Posteriorment, unes setmanes després i quan la polèmica ja havia aminorat, Mónica Oltra tornà a acusar Carles Puigdemont de masclista pel missatge de resposta que va fer a les seues primeres declaracions.

## Vídeos
- Presentació de Coalició Compromís en gener de 2010.
- Discurs d'Oltra a l'acte central de les eleccions valencianes de 2011.
- Discurs a València amb motiu de les Eleccions al Parlament Europeu de 2014.
- Discurs a la proclamació com a candidata a la presidència de la Generalitat a les eleccions de 2015.
- Debat electoral de 2015.
- Spot electoral de les eleccions a les Corts Valencianes de 2015.
- Acte central de campanya 2015.